# Židilovo
Židilovo (makedonsky Жидилово) je vesnice, která se rozkládá v Opštině Kriva Palanka v Severní Makedonii. V roce 2002 zde žilo 302 obyvatel.

## Poloha, popis
Vesnice se nachází ve východní část opštiny. Její rozloha je zhruba 16,5 km² a nadmořská výška je 740–1250 m.
Při jižním okraji obce protéká řeka Kriva Reka a podél ní je vedena silnice A2/E871. Z města Kriva Palanka směřuje na východ na hranici s Bulharskem.
Vesnice Židilovo sousedí na západě s obcí Trnovo, na severu s Bulharskem, na východě s obcí Yzem a na jihu s obcí Krklja.
Obydlená část Židilova se rozkládá v údolí řeky Kriva Reka v nadmořské výšce zhruba 800 m.

## Obyvatelstvo
Podle sčítání v roce 2002 zde žilo 302 obyvatel, z toho 299 Makedonců.
Obec má v podstatě smíšenou zemědělskou funkci.
Katastr vesnice má rozlohu 16,5 km². Dominují zde lesy na ploše 628,6 ha, pastviny 485,8 ha a orná půda 437,2 ha.

## Fotogalerie

Židilovo-poloha vesnice v opštině
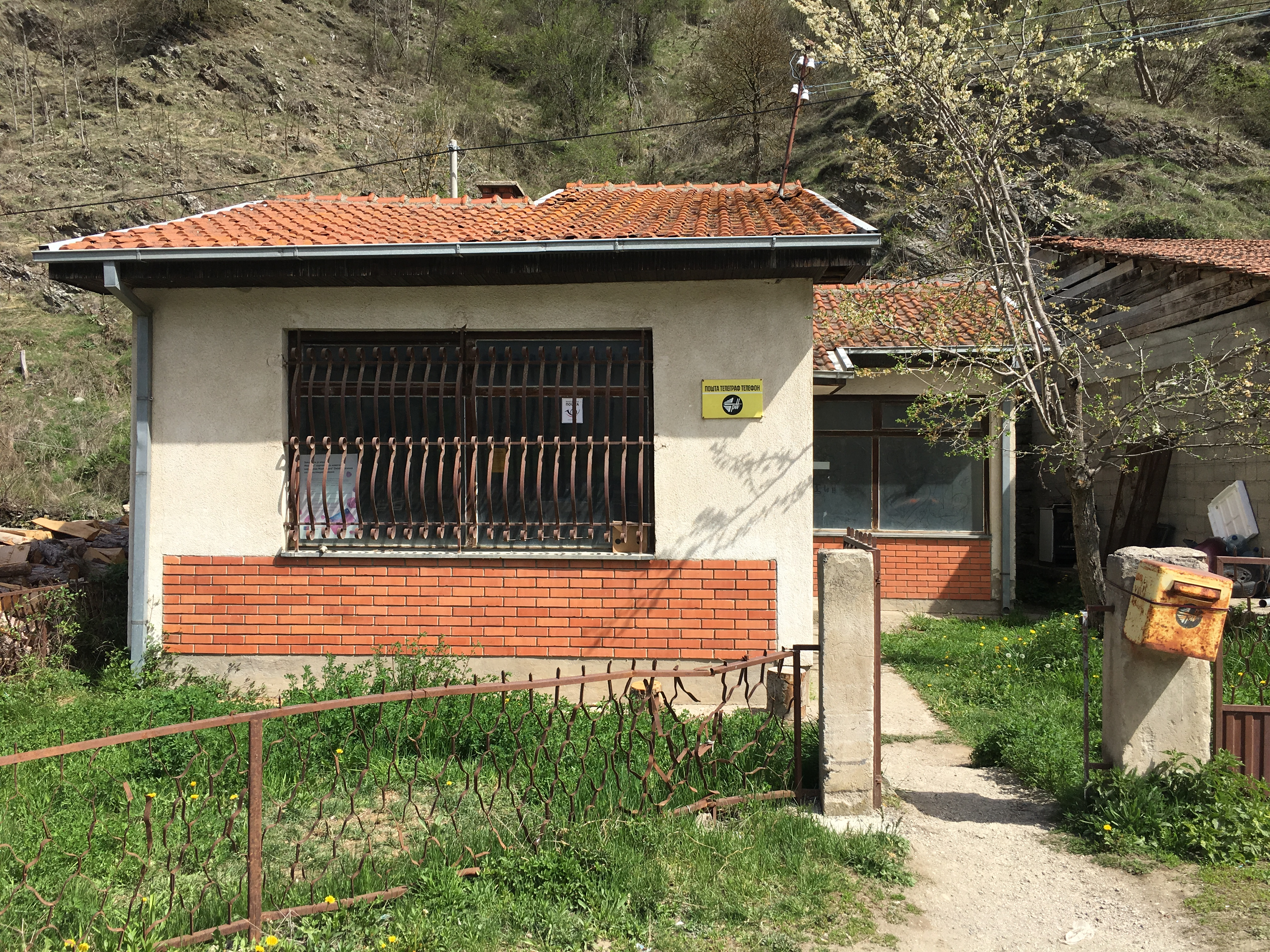
Židilovo-poštovní úřad
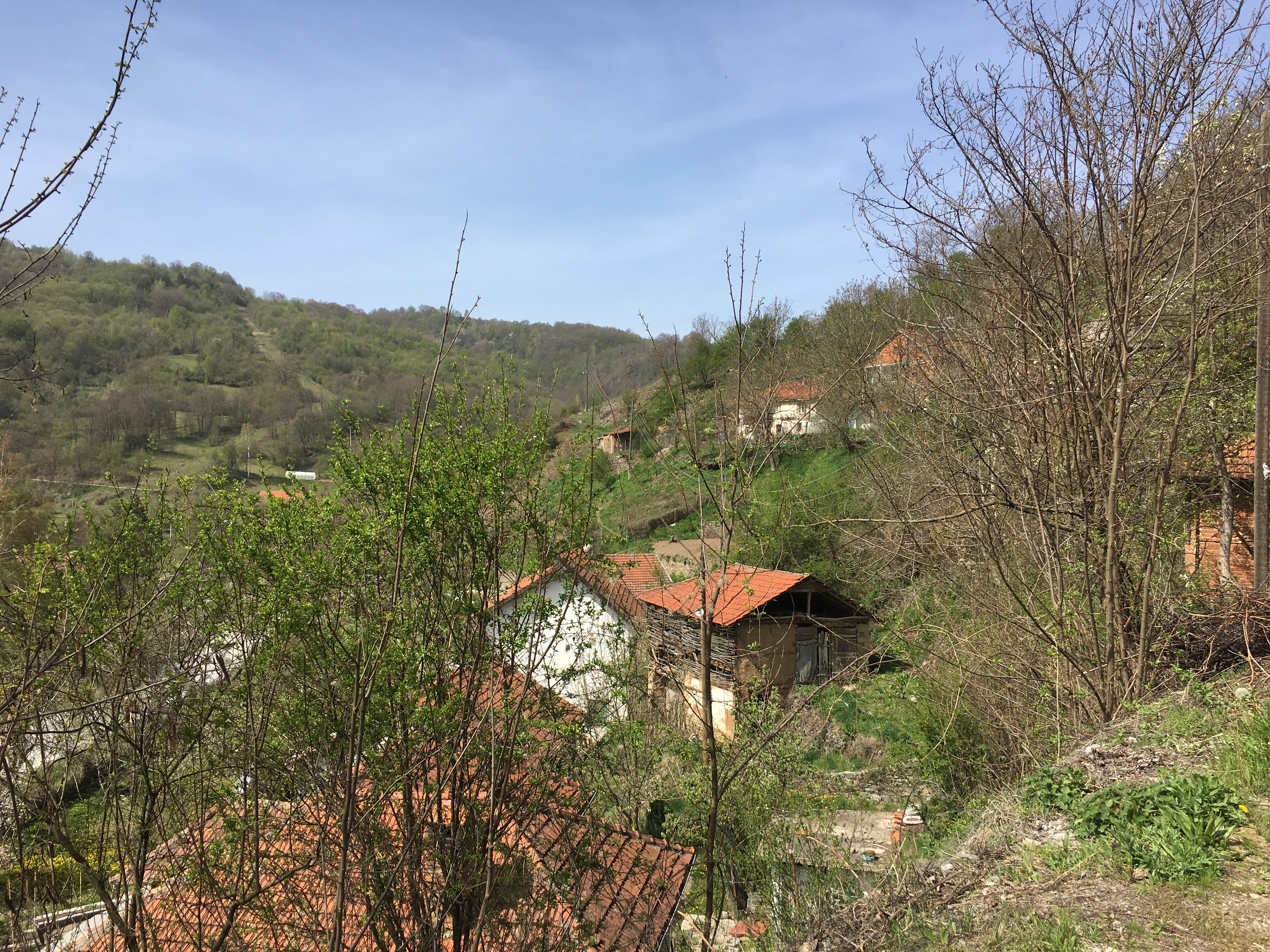
Židilovo-pohled na vesnici
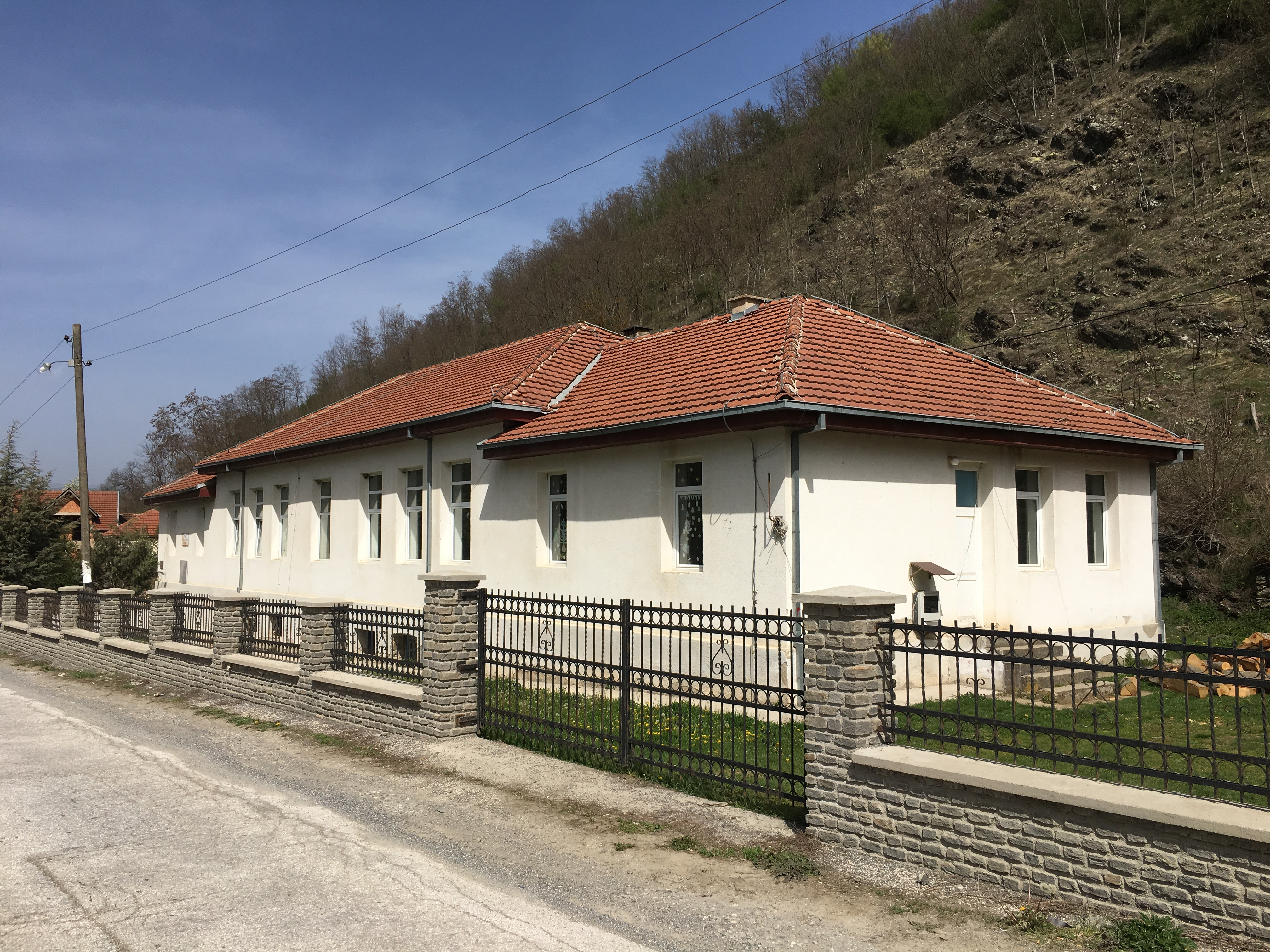
Židilovo-základní škola